# 자벨 스타디움

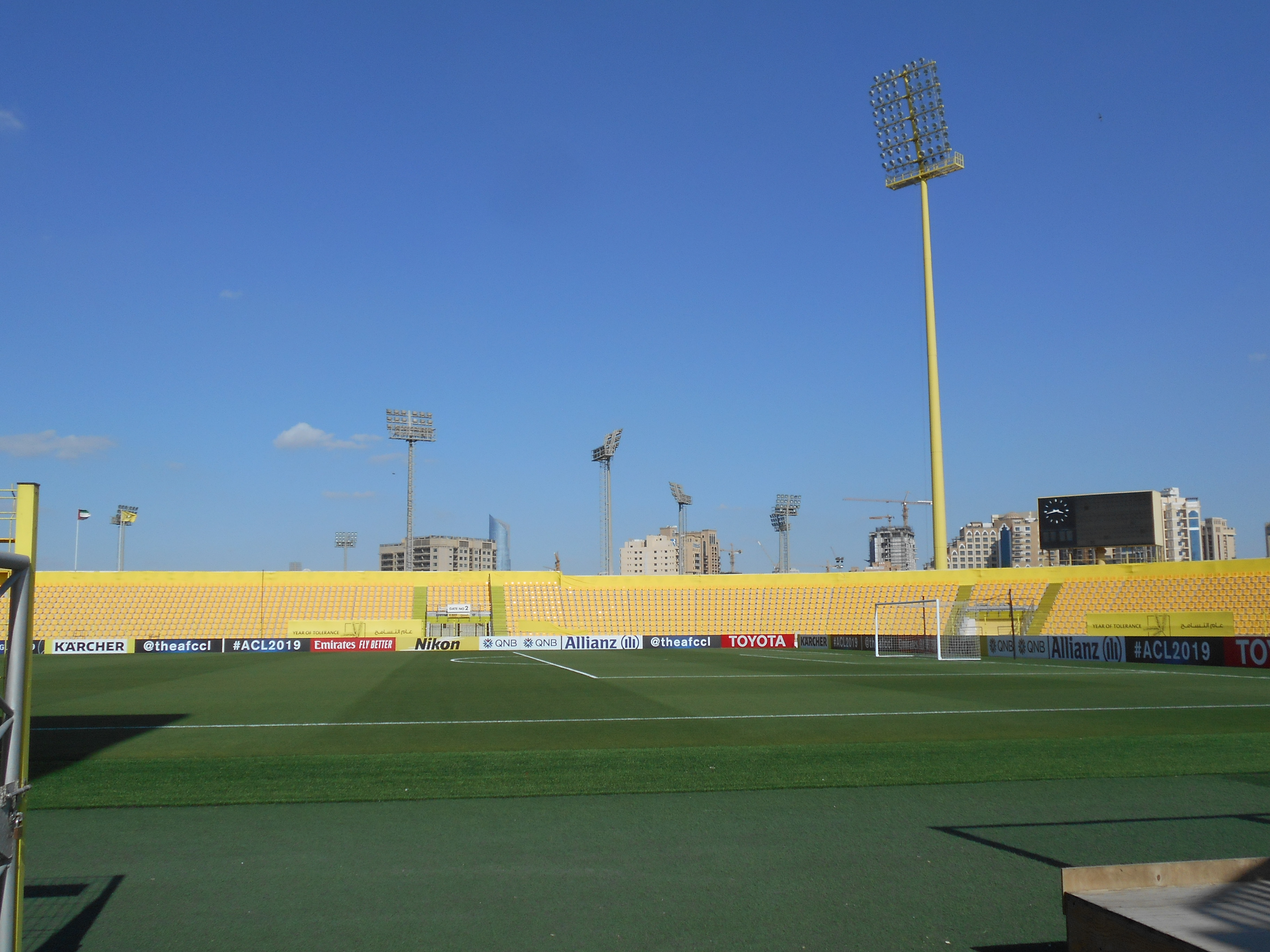
자벨 스타디움 (2019)

자벨 스타디움(아랍어: ملعب زعبيل, 영어: Zabeel Stadium)은 아랍에미리트 두바이 자벨에 위치한 다목적 경기장이다. 이 경기장은 주로 축구 경기에 사용된다. 1974년에 완공되었으며 8,441명을 수용할 수 있다.
UAE 아라비안 걸프 리그에 참가하는 아랍에미리트의 축구단 알와슬 FC의 홈구장이다.